# Ariosoma ophidiophthalmus
Ariosoma ophidiophthalmus är en fiskart som beskrevs av Karmovskaya, 1991. Ariosoma ophidiophthalmus ingår i släktet Ariosoma och familjen havsålar. Inga underarter finns listade i Catalogue of Life.